# Jean Cruz
Jean Cruz (Santo Domingo) es un actor dominicoespañol, también graduado en Comunicación Audiovisual y conocido principalmente por su papel de Jonathan en la serie de Televisión Española, Mercado Central. y de Gabriel de Castamar en La cocinera de Castamar

## Filmografía

### Cine
- El final del tríptico, como Esteban. Dir. William Corr (2017)[4]
- Boca Chica (película), como Fran. Dir. Gabriella Moses (2022)[5][6]

### Televisión
- Familia, (2012)
- Centro médico, como Flaco Varela (2016)
- Mercado Central, como Jonathan Torres (2019)[7]
- La cocinera de Castamar, como Gabriel de Castamar (2021)
- La noche más larga, como Diego (2022)

### Cortometrajes
- El cuarto, como Personaje Amarillo. Dir. Mario Blanca y Cristina Edreira (2012)
- Misión M, como Abe Mendy. Dir. Guillermo García González (2013)
- Fito & Pitchi, como Mik. Dir. Fernando Tortosa (2013)
- Violento, como Antonio. Dir. Kando Rodríguez(2013)
- Golpeados, como Álex. Dir. Rosana Lorente (2014)
- Juana, la loca, como Álvaro. Dir. Guillermo Florence (2016)[8]
- Tirolandia, como Eduardo. Dir. Álex Ygoa (2012)

### Teatro
- No es tan fácil, Dir. Clara Cosials
- El funeral de los necios, Dir. Arturo Babel y Darío Sigco[9]
- La historía improgramable, Dir. Luis Sánchez-Polack
- Razas, Dir. Salvador Bolta
- Primer Acto. Dir. Josep María Mestres
- Gazoline. Dir. José Luis Arellano. La Joven Compañía[10]
- El Abrazo una producción de Jesús Cimarro y dirigido por Magüi Mira. Dir. Magüi Mira. (2021)[11]

## Premios y nominaciones
El 19 de octubre de 2021 fue nominado como mejor actor revelación a los premios Produ Awards por su papel de Gabriel de Castamar en La cocinera de Castamar.
El 7 de febrero de 2022 volvió a ser nominado por la Unión de Actores y Actrices como mejor actor revelación por su interpretación de Gabriel de Castamar en La cocinera de Castamar.